# Chinatown e Little Italy (Edmonton)

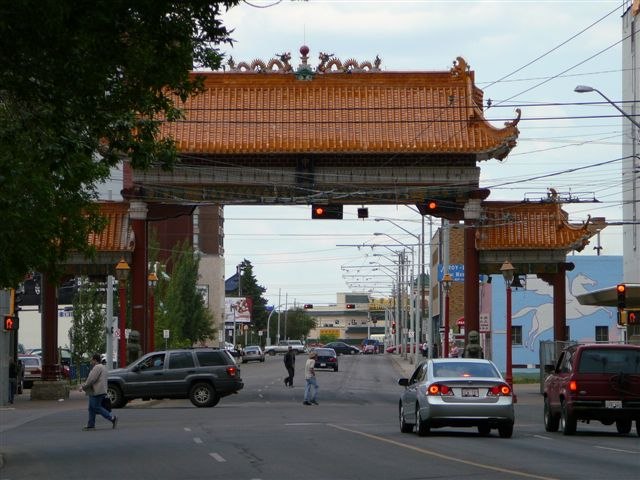
Herbin Gate, ingresso di Chinatown South

Chinatown e Little Italy è una "business revitalization zone" (BRZ) creata dalla città di Edmonton, che comprende i quartieri etnici non ufficiali di Chinatown e Little Italy della città, parte dei quartieri McCauley e Boyle Street.

## Storia
Chung Kee, conosciuto anche come John Kee, fu il primo cinese a stabilirsi a Edmonton, arrivando in diligenza da Calgary alla fine di maggio 1890 per aprire una lavanderia. Nel 1899 c'erano solo 13 cinesi a Edmonton, un ristorante e due lavanderie, dei quali circa la metà viveva a Strathcona . All'inizio del 1900 iniziò ad emergere una piccola Chinatown dopo che diversi commercianti cinesi arrivarono per stabilire le loro attività all'incrocio tra Namayo Street (oggi 97a Strada) e Rice Street (oggi 101A Avenue). Nel 1911 i 13 cinesi originari residenti a Edmonton erano diventati 154 (150 maschi, 4 femmine) e nel 1921 aumentarono ulteriormente a 518 (501 maschi, 17 femmine). Dai 3 isolati del 1911 (delimitati da Jasper ed Elizabeth Avenue, e da Fraser e Namayo Street), il quartiere si espanse verso est fino a Kinistino Street (oggi 95a Strada). Nonostante la rapida crescita della comunità cinese, essa rappresentava ancora solo l'1% della popolazione di Edmonton.
Nel 1911, circa 150 aderirono alla Rivoluzione Xinhai tagliandosi le code. Nel febbraio dello stesso anno, Sun Yat Sen visitò Calgary. Nel 1913, quando Sun lasciò il governo di Yuan Shikai, i cinesi di Edmonton formarono la "Dare to Die Brigade" per andare in Cina e sostenerlo. Addestrati da Morris Cohen (noto anche come generale Two-Gun Cohen) non riuscirono mai ad andare in Cina, poiché nel frattempo Sun fuggì in Giappone. Nel 1914, all'inizio della prima guerra mondiale, la Dare to Die Brigade si offrì di andare in Europa a combattere, ma la loro richiesta fu respinta e la brigata fu sciolta. Quando Sun Yat Sen morì nel 1925, a Edmonton si tenne una grande commemorazione.
L'attuale Chinatown di Edmonton è composta da due parti: Chinatown South, che è la parte più antica, facilmente riconoscibile dalla presenza dell'Harbin Gate e di altri arredi urbani a tema cinese e Chinatown North. Quest'ultima include anche una grande comunità vietnamita e si fonde con la multiculturale "Avenue of Nations" (107 Avenue) che va da est a ovest lungo il confine settentrionale sia di Chinatown che di Little Italy.

## Chinatown e Little Italy Business Association
Little Italy si trova a pochi isolati a est di Chinatown. All'inizio del 21º secolo, aveva perso il suo carattere di insediamento italiano, ma continuava ad essere un quartiere dello shopping.